# El Pele
Manuel Moreno Maya dit El Pele, né en 1954 à Cordoue (Andalousie), est un chanteur espagnol spécialiste du chant flamenco.
À 15 ans, il remporte le premier prix du concours Cayetano Muriel (1969). En 1983, il remporte deux premiers prix au concours national de Córdoba en soleá et en bulerias.
Il fait des débuts discographique en 1986 avec Vicente Amigo et chante également avec Camarón de la Isla.
En 2003, Vicente Amigo, alors déjà au faîte de sa gloire, lui écrit un album sur mesure qui est considéré par de nombreux critiques et aficionados comme excellent.
En 2019, il reçoit la Médaille d'or du mérite des beaux-arts, décernée par le Ministère de la Culture espagnol.

## Discographie
- 1986. La fuente de lo Jondo
- 2003. Canto